# SN 2006cm
SN 2006cm – supernowa typu Ia odkryta 24 maja 2006 roku w galaktyce UGC 11723. W momencie odkrycia miała maksymalną jasność 16,60m.